# عبد الكريم طاهر
عبد الكريم طاهر (بالصومالية: Cabdikariin Daahir)‏ سياسي صومالي، شغل منصب المدير المؤقت لوكالة المخابرات والأمن الوطني (نيسا) في الفترة ما بين مارس 2013 ومايو 2013.